# Caproni Ca.316
Caproni Ca.316 byl třímístný průzkumný plovákový letoun vyráběný v Itálii v době druhé světové války, který byl zkonstruovaný s cílem provozu z katapultů na bitevních lodích Italského královského námořnictva třídy Littorio. Jednalo se o člena rozsáhlé rodiny strojů značky Caproni odvozené z prototypu dopravního letounu Caproni Ca.306 postaveného roku 1935, vzniklého modifikací hydroplánu Ca.310 Idro. Jeho konstrukce byla upravena připojením velkých kovových plováků pod motorové gondoly na aerodynamicky tvarovaných pylonech a upravená příď trupu měla na spodní části velkou prosklenou plochu.
Prototyp (ev. č. M.M.27193) zalétal 14. srpna 1940 pilot Mario De Bernardi v lokalitě Montecollino z jezera Iseo u Brescie. Letoun následně procházel testy u Centro Sperimentale v Guidonii, kde vzlétal z jezera u Bracciana. Později se vyskytoval ve Vigna di Valle během námořních zkoušek. Poté stroj převzala místní 148. squadriglia jako cvičný.
Mezitím již létaly první sériové stroje objednané pro Marinavii s evidenčními čísly M.M.27194 až M.M.27206. Určité zpomalení celého programu nastalo 15. května 1941, kdy v Montecollinu havaroval třetí sériový letoun. Stalo se tak při předávacím letu do Taranta k záložní letecké jednotce. Dne 15. ledna 1942 námořnictvo převzalo poslední dva Ca.316. Stroje byly soustředěny v Tarantu a postupně byly předávány ke škole pozorovatelů námořnictva v Orbetellu letoun Giuseppe (Scuola Osservazione Marittima), k její 3. squadriglii. Jeden Ca.316 (M.M.27202) v téže době používal jako osobní letoun Giuseppe Bastianini, guvernér okupované Dalmácie. V pozorovatelské škole však došlo k několika vážným nehodám typu, např. 19. ledna 1943, kdy stroj M.M.27200 spadl do města Orbetello. Následně se část školy přemístila do Istrie, kde však nehody pokračovaly. V srpnu 1943 byl proto vydán zákaz všech letů Ca.316.

## Specifikace
Údaje dle

### Technické údaje
- Osádka:
- Délka: 13,30 m
- Rozpětí: 15,90 m
- Výška: 4,08 m
- Nosná plocha: 38,40 m²
- Prázdná hmotnost: 3410 kg
- Vzletová hmotnost: 4750 kg
- Pohonná jednotka: 2 × vzduchem chlazený sedmiválcový hvězdicový motor Piaggio P.VII C.16
- Výkon pohonné jednotky: 338 kW (460 k) ve výšce 1600 m

### Výkony
- Maximální rychlost: 320 km/h
- Min. rychlost: 114 km/h
- Dolet: 2110 km
- Praktický dostup: 5550 m
- Výstup do 4000 m: 18 min

### Výzbroj
- 1 × kulomet Breda-SAFAT ráže 12,7 mm
- 1 × kulomet Breda-SAFAT ráže 7,7 mm
- 400 kg pum